# EFL Championship de 2020–21
A EFL Championship de 2020–21 (também referida como Sky Bet Championship por motivos de patrocínio) é a 5º temporada sob o nome da English Football League e a 17º edição da EFL Championship desde sua fundação em 2004. Também é a 118º edição da segunda divisão do futebol Inglês, a 29º sob o formato atual.

## Equipes

### Mudança de times
| Pos | Promovidos à Premier League |
| --- | --------------------------- |
| 1º  | Leeds United                |
| 2º  | West Bromwich               |
| 4°  | Fulham (Play-offs)          |

| Pos | Rebaixados da Premier League |
| --- | ---------------------------- |
| 18º | Bournemouth                  |
| 19º | Watford                      |
| 20º | Norwich City                 |

| Pos | Promovidos da League One |
| --- | ------------------------ |
| 1º  | Coventry City            |
| 2º  | Rotherham United         |
| 3º  | Wycombe (Play-offs)      |

| Pos | Rebaixados da EFL Championship |
| --- | ------------------------------ |
| 22º | Charlton Athletic              |
| 23º | Wigan                          |
| 24º | Hull City                      |

### Clubes participantes
| Time                | Cidade         | Treinador                 | Capitão               | Estádio                         | Capacidade |
| ------------------- | -------------- | ------------------------- | --------------------- | ------------------------------- | ---------- |
| Barnsley            | Barnsley       | Valérien Ismaël           | Alex Mowatt           | Oakwell                         | 23.287     |
| Birmingham City     | Birmingham     | Lee Bowyer                | Harlee Dean           | St Andrew's                     | 29.409     |
| Blackburn           | Blackburn      | Tony Mowbray              | Elliott Bennett       | Ewood Park                      | 31.367     |
| Bournemouth         | Bournemouth    | Jonathan Woodgate         | Steve Cook            | Dean Court                      | 11.364     |
| Brentford           | Brentford      | Thomas Frank              | Pontus Jansson        | Brentford Community Stadium     | 17.250     |
| Bristol City        | Bristol        | Nigel Pearson             | Tomáš Kalas           | Ashton Gate                     | 27.000     |
| Cardiff City        | Cardiff        | Mick McCarthy             | Sean Morrison         | Cardiff City Stadium            | 33.316     |
| Coventry City       | Coventry       | Mark Robins               | Liam Kelly            | St Andrew's                     | 29.409     |
| Derby County        | Derby          | Wayne Rooney[a]           | David Marshall        | Pride Park Stadium              | 33.600     |
| Huddersfield Town   | Huddersfield   | Carlos Corberán           | Christopher Schindler | Kirkless Stadium                | 24.500     |
| Luton Town          | Luton          | Nathan Jones              | Sonny Bradley         | Kenilworth Road                 | 10.336     |
| Middlesbrough       | Middlesbrough  | Neil Warnock              | Jonny Howson          | Riverside Stadium               | 34.742     |
| Millwall            | Londres        | Gary Rowett               | Alex Pearce           | The Den                         | 20.146     |
| Norwich City        | Norwich        | Daniel Farke              | Grant Hanley          | Carrow Road                     | 27.244     |
| Nottingham Forest   | West Bridgford | Chris Hughton             | Michael Dawson        | City Ground                     | 30.445     |
| Preston North End   | Preston        | Frankie McAvoy (interino) | Alan Browne           | Deepdale                        | 23.408     |
| Queens Park Rangers | Londres        | Mark Warburton            | Geoff Cameron         | Kiyan Prince Foundation Stadium | 18.439     |
| Reading             | Reading        | Veljko Paunović           | Liam Moore            | Madejski Stadium                | 24.161     |
| Rotherham United    | Roterdão       | Paul Warne                | Richard Wood          | New York Stadium                | 12.021     |
| Sheffield Wednesday | Sheffield      | Darren Moore              | Barry Bannan          | Hillsborough Stadium            | 34.854     |
| Stoke City          | Stoke-on-Trent | Michael O'Neill           | A definir             | Bet365 Stadium                  | 30.089     |
| Swansea City        | Swansea        | Steve Cooper              | Matt Grimes           | Liberty Stadium                 | 21.088     |
| Watford             | Watford        | Xisco Muñoz               | Troy Deeney           | Vicarage Road                   | 21.577     |
| Wycombe             | High Wycombe   | Gareth Ainsworth          | Matt Bloomfield       | Adams Park                      | 9.448      |

- a ^  Wayne Rooney foi inicialmente apontado como treinador interino até o final da temporada, mas foi efetivado em 15 de janeiro de 2021.[9][16]

## Classificação
Atualizado em 8 de maio de 2021.
| Pos | Equipes                | Pts | J  | V  | E  | D  | GM | GS | SG  | Classificação ou rebaixamento                |
| --- | ---------------------- | --- | -- | -- | -- | -- | -- | -- | --- | -------------------------------------------- |
| 1   | Norwich City           | 97  | 46 | 29 | 10 | 7  | 75 | 36 | +39 | Promoção à Premier League de 2021–22         |
| 2   | Watford                | 91  | 46 | 27 | 10 | 9  | 63 | 30 | +33 | Promoção à Premier League de 2021–22         |
| 3   | Brentford              | 87  | 46 | 24 | 15 | 7  | 79 | 42 | +37 | Play-off da Promoção                         |
| 4   | Swansea City           | 80  | 46 | 23 | 11 | 12 | 56 | 39 | +17 | Play-off da Promoção                         |
| 5   | Barnsley               | 78  | 46 | 23 | 9  | 14 | 58 | 50 | +8  | Play-off da Promoção                         |
| 6   | Bournemouth            | 77  | 46 | 22 | 11 | 13 | 73 | 46 | +27 | Play-off da Promoção                         |
| 7   | Reading                | 70  | 46 | 19 | 13 | 14 | 62 | 54 | +8  |                                              |
| 8   | Cardiff City           | 68  | 46 | 18 | 14 | 14 | 66 | 49 | +17 |                                              |
| 9   | Queens Park Rangers    | 68  | 46 | 19 | 11 | 16 | 57 | 55 | +2  |                                              |
| 10  | Middlesbrough          | 64  | 46 | 18 | 10 | 18 | 55 | 53 | +2  |                                              |
| 11  | Millwall               | 62  | 46 | 15 | 17 | 14 | 47 | 52 | –5  |                                              |
| 12  | Luton Town             | 62  | 46 | 17 | 11 | 18 | 41 | 52 | –11 |                                              |
| 13  | Preston North End      | 61  | 46 | 18 | 7  | 21 | 49 | 56 | –7  |                                              |
| 14  | Stoke City             | 60  | 46 | 15 | 15 | 16 | 50 | 52 | –2  |                                              |
| 15  | Blackburn              | 57  | 46 | 15 | 12 | 19 | 65 | 54 | +11 |                                              |
| 16  | Coventry City          | 55  | 46 | 14 | 13 | 19 | 49 | 61 | –12 |                                              |
| 17  | Nottingham Forest      | 52  | 46 | 12 | 16 | 18 | 37 | 45 | –8  |                                              |
| 18  | Birmingham City        | 52  | 46 | 13 | 13 | 20 | 37 | 61 | –24 |                                              |
| 19  | Bristol City           | 51  | 46 | 15 | 6  | 25 | 46 | 68 | –22 |                                              |
| 20  | Huddersfield Town      | 49  | 46 | 12 | 13 | 21 | 50 | 71 | –21 |                                              |
| 21  | Derby County           | 44  | 46 | 11 | 11 | 24 | 36 | 58 | –22 |                                              |
| 22  | Wycombe                | 43  | 46 | 11 | 10 | 25 | 39 | 69 | –30 | Zona de rebaixamento à League One de 2021–22 |
| 23  | Rotherham United       | 42  | 46 | 11 | 9  | 26 | 44 | 60 | –16 | Zona de rebaixamento à League One de 2021–22 |
| 24  | Sheffield Wednesday[a] | 41  | 46 | 12 | 11 | 23 | 40 | 61 | –21 | Zona de rebaixamento à League One de 2021–22 |

- a ^  O Sheffield Wednesday foi punido com a perda de 12 pontos por violação de regras da competição, associadas ao lucro e sustentabilidade, o que foi posteriormente reduzido para seis pontos por um painel da Arbitragem da Liga Independente.[18][19]

### Confrontos
|                     | BAR | BIR | BLA | BOU | BRE | BRI | CAR | COV | DER | HUD | LUT | MID | MIL | NOR | NOT | PRE | QPR | REA | ROT | SHW | STK | SWA | WAT | WYC |
| ------------------- | --- | --- | --- | --- | --- | --- | --- | --- | --- | --- | --- | --- | --- | --- | --- | --- | --- | --- | --- | --- | --- | --- | --- | --- |
| Barnsley            | —   | 1–0 | 2–1 | 0–4 | 0–1 | 2–2 | 2–2 | 0–0 | 0–0 | 2–1 | 0–1 | 2–0 | 2–1 | 2–2 | 2–0 | 2–1 | 3–0 | 1–1 | 1–0 | 1–2 | 2–0 | 0–2 | 1–0 | 2–1 |
| Birmingham City     | 1–2 | —   | 0–2 | 1–3 | 1–0 | 0–3 | 0–4 | 1–1 | 0–4 | 2–1 | 0–1 | 1–4 | 0–0 | 1–3 | 1–1 | 0–1 | 2–1 | 2–1 | 1–1 | 0–1 | 2–0 | 1–0 | 0–1 | 1–2 |
| Blackburn           | 2–1 | 5–2 | —   | 0–2 | 0–1 | 0–0 | 0–0 | 1–1 | 2–1 | 5–2 | 1–0 | 0–0 | 2–1 | 1–2 | 0–1 | 1–2 | 3–1 | 2–4 | 2–1 | 1–1 | 1–1 | 1–1 | 2–3 | 5–0 |
| Bournemouth         | 2–3 | 3–2 | 3–2 | —   | 0–1 | 1–0 | 1–2 | 4–1 | 1–1 | 5–0 | 0–1 | 3–1 | 1–1 | 1–0 | 2–0 | 2–3 | 0–0 | 4–2 | 1–0 | 1–2 | 0–2 | 3–0 | 1–0 | 1–0 |
| Brentford           | 0–2 | 0–0 | 2–2 | 2–1 | —   | 3–2 | 1–1 | 2–0 | 0–0 | 3–0 | 1–0 | 0–0 | 0–0 | 1–1 | 1–1 | 2–4 | 2–1 | 3–1 | 1–0 | 3–0 | 2–1 | 1–1 | 2–0 | 7–2 |
| Bristol City        | 0–1 | 0–1 | 1–0 | 1–2 | 1–3 | —   | 0–2 | 2–1 | 1–0 | 2–1 | 2–3 | 0–1 | 0–2 | 1–3 | 0–0 | 2–0 | 0–2 | 0–2 | 0–2 | 2–0 | 0–2 | 1–1 | 0–0 | 2–1 |
| Cardiff City        | 3–0 | 3–2 | 2–2 | 1–1 | 2–3 | 0–1 | —   | 3–1 | 4–0 | 3–0 | 4–0 | 1–1 | 1–1 | 1–2 | 0–1 | 4–0 | 0–1 | 1–2 | 1–1 | 0–2 | 0–0 | 0–2 | 1–2 | 2–1 |
| Coventry City       | 2–0 | 0–0 | 0–4 | 1–3 | 2–0 | 3–1 | 1–0 | —   | 1–0 | 0–0 | 0–0 | 1–2 | 6–1 | 0–2 | 1–2 | 0–1 | 3–2 | 3–2 | 3–1 | 2–0 | 0–0 | 1–1 | 0–0 | 0–0 |
| Derby County        | 0–2 | 1–2 | 0–4 | 1–0 | 2–2 | 1–0 | 1–1 | 1–1 | —   | 2–0 | 2–0 | 2–1 | 0–1 | 0–1 | 1–1 | 0–1 | 0–1 | 0–2 | 0–1 | 3–3 | 0–0 | 2–0 | 0–1 | 1–1 |
| Huddersfield Town   | 0–1 | 1–1 | 2–1 | 1–2 | 1–1 | 1–2 | 0–0 | 1–1 | 1–0 | —   | 1–1 | 3–2 | 0–1 | 0–1 | 1–0 | 1–2 | 2–0 | 1–2 | 0–0 | 2–0 | 1–1 | 4–1 | 2–0 | 2–3 |
| Luton Town          | 1–2 | 1–1 | 1–1 | 0–0 | 0–3 | 2–1 | 0–2 | 2–0 | 2–1 | 1–1 | —   | 1–1 | 1–1 | 3–1 | 1–1 | 3–0 | 0–2 | 0–0 | 0–0 | 3–2 | 0–2 | 0–1 | 1–0 | 2–0 |
| Middlesbrough       | 2–1 | 0–1 | 0–1 | 1–1 | 1–4 | 1–3 | 1–1 | 2–0 | 3–0 | 2–1 | 1–0 | —   | 3–0 | 0–1 | 1–0 | 2–0 | 1–2 | 0–0 | 0–3 | 3–1 | 3–0 | 2–1 | 1–1 | 0–3 |
| Millwall            | 1–1 | 2–0 | 0–2 | 1–4 | 1–1 | 4–1 | 1–1 | 1–2 | 0–1 | 0–3 | 2–0 | 1–0 | —   | 0–0 | 1–1 | 2–1 | 1–1 | 1–1 | 1–0 | 4–1 | 0–0 | 0–3 | 0–0 | 0–0 |
| Norwich City        | 1–0 | 1–0 | 1–1 | 1–3 | 1–0 | 2–0 | 2–0 | 1–1 | 0–1 | 7–0 | 3–0 | 0–0 | 0–0 | —   | 2–1 | 2–2 | 1–1 | 4–1 | 1–0 | 2–1 | 4–1 | 1–0 | 0–1 | 2–1 |
| Nottingham Forest   | 0–0 | 0–0 | 1–0 | 0–0 | 1–3 | 1–2 | 0–2 | 2–1 | 1–1 | 0–2 | 0–1 | 1–2 | 3–1 | 0–2 | —   | 1–2 | 3–1 | 1–1 | 1–1 | 2–0 | 1–1 | 0–1 | 0–0 | 2–0 |
| Preston North End   | 2–0 | 1–2 | 0–3 | 1–1 | 0–5 | 1–0 | 0–1 | 2–0 | 3–0 | 3–0 | 0–1 | 3–0 | 0–2 | 1–1 | 0–1 | —   | 0–0 | 0–0 | 1–2 | 1–0 | 0–1 | 0–1 | 0–1 | 2–2 |
| Queens Park Rangers | 1–3 | 0–0 | 1–0 | 2–1 | 2–1 | 1–2 | 3–2 | 3–0 | 0–1 | 0–1 | 3–1 | 1–1 | 3–2 | 1–3 | 2–0 | 0–2 | —   | 0–1 | 3–2 | 4–1 | 0–0 | 0–2 | 1–1 | 1–0 |
| Reading             | 2–0 | 1–2 | 1–0 | 3–1 | 1–3 | 3–1 | 1–1 | 3–0 | 3–1 | 2–2 | 2–1 | 0–2 | 1–2 | 1–2 | 2–0 | 0–3 | 1–1 | —   | 3–0 | 3–0 | 0–3 | 2–2 | 1–0 | 1–0 |
| Rotherham United    | 1–2 | 0–1 | 1–1 | 2–2 | 0–2 | 2–0 | 1–2 | 0–1 | 3–0 | 1–1 | 0–1 | 1–2 | 0–1 | 1–2 | 0–1 | 2–1 | 3–1 | 0–1 | —   | 3–0 | 3–3 | 1–3 | 1–4 | 0–3 |
| Sheffield Wednesday | 1–2 | 0–1 | 1–0 | 1–0 | 1–2 | 1–1 | 5–0 | 1–0 | 1–0 | 1–1 | 0–1 | 2–1 | 0–0 | 1–2 | 0–0 | 1–0 | 1–1 | 1–1 | 1–2 | —   | 0–0 | 0–2 | 0–0 | 2–0 |
| Stoke City          | 2–2 | 1–1 | 1–0 | 0–1 | 3–2 | 0–2 | 1–2 | 2–3 | 1–0 | 4–3 | 3–0 | 1–0 | 1–2 | 2–3 | 1–1 | 0–0 | 0–2 | 0–0 | 1–0 | 1–0 | —   | 1–2 | 1–2 | 2–0 |
| Swansea City        | 2–0 | 0–0 | 2–0 | 0–0 | 1–1 | 1–3 | 0–1 | 1–0 | 2–1 | 1–2 | 2–0 | 2–1 | 2–1 | 2–0 | 1–0 | 0–1 | 0–1 | 0–0 | 1–0 | 1–1 | 2–0 | —   | 2–1 | 2–2 |
| Watford             | 1–0 | 3–0 | 3–1 | 1–1 | 1–1 | 6–0 | 0–1 | 3–2 | 2–1 | 2–0 | 1–0 | 1–0 | 1–0 | 1–0 | 1–0 | 4–1 | 1–2 | 2–0 | 2–0 | 1–0 | 3–2 | 2–0 | —   | 2–0 |
| Wycombe             | 1–3 | 0–0 | 1–0 | 1–0 | 0–0 | 2–1 | 2–1 | 1–2 | 1–2 | 0–0 | 1–3 | 1–3 | 1–2 | 0–2 | 0–3 | 1–0 | 1–1 | 1–0 | 0–1 | 1–0 | 0–1 | 0–2 | 1–1 | —   |

| Vitória do mandante; Vitória do visitante; Empate. |

## Desempenho
Clubes que lideraram o campeonato ao final de cada rodada:
| Rodadas | Rodadas | Rodadas | Rodadas | Rodadas | Rodadas | Rodadas | Rodadas | Rodadas | Rodadas | Rodadas | Rodadas | Rodadas | Rodadas | Rodadas | Rodadas | Rodadas | Rodadas | Rodadas | Rodadas | Rodadas | Rodadas | Rodadas | Rodadas | Rodadas | Rodadas | Rodadas | Rodadas | Rodadas | Rodadas | Rodadas | Rodadas | Rodadas | Rodadas | Rodadas | Rodadas | Rodadas | Rodadas | Rodadas | Rodadas | Rodadas | Rodadas | Rodadas | Rodadas | Rodadas | Rodadas |
| ------- | ------- | ------- | ------- | ------- | ------- | ------- | ------- | ------- | ------- | ------- | ------- | ------- | ------- | ------- | ------- | ------- | ------- | ------- | ------- | ------- | ------- | ------- | ------- | ------- | ------- | ------- | ------- | ------- | ------- | ------- | ------- | ------- | ------- | ------- | ------- | ------- | ------- | ------- | ------- | ------- | ------- | ------- | ------- | ------- | ------- |
| 1       | 2       | 3       | 4       | 5       | 6       | 7       | 8       | 9       | 10      | 11      | 12      | 13      | 14      | 15      | 16      | 17      | 18      | 19      | 20      | 21      | 22      | 23      | 24      | 25      | 26      | 27      | 28      | 29      | 30      | 31      | 32      | 33      | 34      | 35      | 36      | 37      | 38      | 39      | 40      | 41      | 42      | 43      | 44      | 45      | 46      |
| REA     | REA     | REA     | BRI     | BRI     | REA     | REA     | REA     | REA     | REA     | REA     | NOR     | NOR     | NOR     | NOR     | NOR     | NOR     | NOR     | NOR     | NOR     | NOR     | NOR     | NOR     | NOR     | NOR     | NOR     | NOR     | BRE     | NOR     | NOR     | NOR     | NOR     | NOR     | NOR     | NOR     | NOR     | NOR     | NOR     | NOR     | NOR     | NOR     | NOR     | NOR     | NOR     | NOR     | NOR     |

Clubes que ficaram na última posição do campeonato ao final de cada rodada:
| Rodadas | Rodadas | Rodadas | Rodadas | Rodadas | Rodadas | Rodadas | Rodadas | Rodadas | Rodadas | Rodadas | Rodadas | Rodadas | Rodadas | Rodadas | Rodadas | Rodadas | Rodadas | Rodadas | Rodadas | Rodadas | Rodadas | Rodadas | Rodadas | Rodadas | Rodadas | Rodadas | Rodadas | Rodadas | Rodadas | Rodadas | Rodadas | Rodadas | Rodadas | Rodadas | Rodadas | Rodadas | Rodadas | Rodadas | Rodadas | Rodadas | Rodadas | Rodadas | Rodadas | Rodadas | Rodadas |
| ------- | ------- | ------- | ------- | ------- | ------- | ------- | ------- | ------- | ------- | ------- | ------- | ------- | ------- | ------- | ------- | ------- | ------- | ------- | ------- | ------- | ------- | ------- | ------- | ------- | ------- | ------- | ------- | ------- | ------- | ------- | ------- | ------- | ------- | ------- | ------- | ------- | ------- | ------- | ------- | ------- | ------- | ------- | ------- | ------- | ------- |
| 1       | 2       | 3       | 4       | 5       | 6       | 7       | 8       | 9       | 10      | 11      | 12      | 13      | 14      | 15      | 16      | 17      | 18      | 19      | 20      | 21      | 22      | 23      | 24      | 25      | 26      | 27      | 28      | 29      | 30      | 31      | 32      | 33      | 34      | 35      | 36      | 37      | 38      | 39      | 40      | 41      | 42      | 43      | 44      | 45      | 46      |
| SHW     | SHW     | SHW     | SHW     | SHW     | SHW     | SHW     | SHW     | SHW     | SHW     | DER     | DER     | DER     | DER     | DER     | SHW     | SHW     | SHW     | SHW     | WYC     | WYC     | WYC     | WYC     | WYC     | WYC     | WYC     | WYC     | WYC     | WYC     | WYC     | WYC     | WYC     | WYC     | WYC     | WYC     | WYC     | WYC     | WYC     | WYC     | WYC     | WYC     | WYC     | WYC     | WYC     | WYC     | SHW     |

## Play-offs

### Esquema
|  | Semifinais   | Semifinais   | Semifinais | Semifinais |   |           | Final | Final |
|  |              |              |            |            |   |           |       |       |
|  | Bournemouth  | 1            | 1          | 2          |   |           |       |       |
|  | Brentford    | 0            | 3          | 3          |   |           |       |       |
|  | Brentford    | 0            | 3          | 3          |   | Brentford | 2     |       |
|  |              |              |            |            |   | Brentford | 2     |       |
|  |              | Swansea City | 0          |            |   |           |       |       |
|  | Barnsley     | Swansea City | 0          | 0          | 1 | 1         |       |       |
|  | Barnsley     |              |            | 0          | 1 | 1         |       |       |
|  | Swansea City | 1            | 1          | 2          |   |           |       |       |

### Semifinal

#### Jogos de ida
| 17 de maio de 2021 | Bournemouth | 1 – 0     | Brentford | Dean Court, Bournemouth                  |
| 19:00 (UTC+1)      | Danjuma 55' | Relatório |           | Público: 2 000 Árbitro: ING Tim Robinson |

| 17 de maio de 2021 | Barnsley | 0 – 1     | Swansea City | Oakwell, Barnsley                            |
| 21:15 (UTC+1)      |          | Relatório | 39' Ayew     | Público: 4 000 Árbitro: ING Geoff Eltringham |

#### Jogos de volta
| 22 de maio de 2021 | Brentford                                 | 3 – 1     | Bournemouth | Brentford Community Stadium, Brentford |
| 13:30 (UTC+1)      | Toney 16' (pen.) · Janelt 50' · Forss 81' | Relatório | 5' Danjuma  | Árbitro: AUS Jarred Gillett            |

| 22 de maio de 2021 | Swansea City | 1 – 1     | Barnsley    | Liberty Stadium, Swansea |
| 19:30 (UTC+1)      | Grimes 39'   | Relatório | 71' Woodrow | Árbitro: ING John Brooks |

### Final
Jogo único
| 29 de maio de 2021 | Brentford                        | 2 – 0     | Swansea City | Estádio de Wembley, Londres |
| 15:00 (UTC+1)      | Toney 10' (pen.) · Marcondes 20' | Relatório |              | Árbitro: ING Chris Kavanagh |

## Estatísticas
Atualizado em 29 de maio de 2021.
| Pos. | Jogador          | Equipe       | Gols |
| ---- | ---------------- | ------------ | ---- |
| 1    | Ivan Toney       | Brentford    | 33   |
| 2    | Adam Armstrong   | Blackburn    | 28   |
| 3    | Teemu Pukki      | Norwich City | 26   |
| 4    | Kieffer Moore    | Cardiff City | 20   |
| 5    | Lucas João       | Reading      | 19   |
| 6    | André Ayew       | Swansea City | 16   |
| 7    | Emiliano Buendía | Norwich City | 15   |
| 7    | Arnaut Danjuma   | Bournemouth  | 15   |
| 7    | Dominic Solanke  | Bournemouth  | 15   |
| 10   | Jamal Lowe       | Swansea City | 14   |
| 11   | Ismaïla Sarr     | Watford      | 13   |

| Pos. | Jogador          | Equipe        | Assis. |
| ---- | ---------------- | ------------- | ------ |
| 1    | Emiliano Buendía | Norwich City  | 16     |
| 2    | Michael Olise    | Reading       | 12     |
| 3    | Harvey Elliott   | Blackburn     | 11     |
| 3    | Harry Wilson     | Cardiff City  | 11     |
| 5    | Bryan Mbeumo     | Brentford     | 10     |
| 5    | Ivan Toney       | Brentford     | 10     |
| 7    | Jake Bidwell     | Swansea City  | 8      |
| 7    | Sergi Canós      | Brentford     | 8      |
| 7    | Callum O'Hare    | Coventry City | 8      |
| 7    | Dominic Solanke  | Bournemouth   | 8      |

### Hat-tricks
| Jogador        | Para         | Contra            | Resultado | Data                   | Ref.   |
| -------------- | ------------ | ----------------- | --------- | ---------------------- | ------ |
| Adam Armstrong | Blackburn    | Wycombe           | 5–0       | 19 de setembro de 2020 | [ 20 ] |
| James Collins  | Luton Town   | Preston North End | 3–0       | 12 de dezembro de 2020 | [ 21 ] |
| Sergi Canós    | Brentford    | Cardiff City      | 3–2       | 26 de dezembro de 2020 | [ 22 ] |
| Ivan Toney     | Brentford    | Wycombe           | 7–2       | 30 de janeiro de 2021  | [ 23 ] |
| Teemu Pukki    | Norwich City | Huddersfield Town | 7–0       | 6 de abril de 2021     | [ 24 ] |
| Adam Armstrong | Blackburn    | Huddersfield Town | 5–2       | 24 de abril de 2021    | [ 25 ] |
| Adam Armstrong | Blackburn    | Birmingham City   | 5–2       | 8 de maio de 2021      | [ 26 ] |